# Opsariichthys evolans
Opsariichthys evolans är en fiskart som först beskrevs av Jordan och Barton Warren Evermann 1902.  Opsariichthys evolans ingår i släktet Opsariichthys och familjen karpfiskar. Inga underarter finns listade i Catalogue of Life.